# Ristorante Paoli

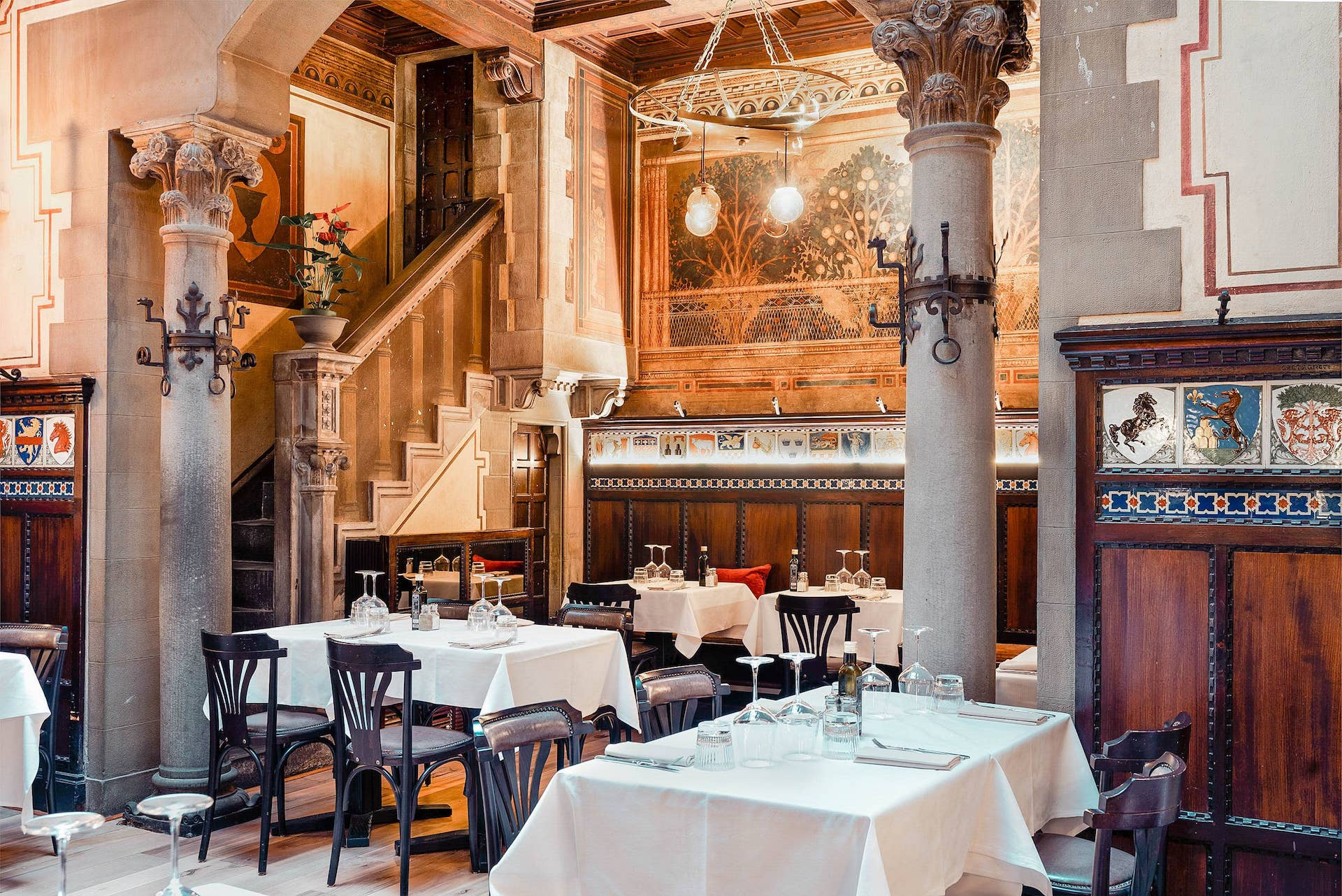
Galileo Chini, affreschi interni al ristorante Paoli, 1922

Il Ristorante Paoli è un esercizio storico di Firenze, situato in via dei Tavolini, ed è stato uno dei più famosi ristoranti della città, frequentato tra l'Ottocento e il Novecento da attori, poeti, politici e artisti italiani e stranieri.

## Storia
Il Paoli apre per volere di Pietro Paoli nel 1824, alla fine del XIX secolo la gestione del locale passa al figlio di Pietro, Cesare Paoli, il quale introdurrà uno dei piatti più rappresentativi del ristorante: i fagioli cotti e conditi. Grazie a questa pietanza il Paoli diventa famoso sia tra gli italiani che gli stranieri, tanto che Augusto Novelli lo descrive in Firenze presa sul serio.
Nel 1909 i successori a cui Cesare lascia la gestione del ristorante (Ottavio Baldi, Emilio Berlincioni, Pietro Pacini e Tobia Banci) decidono di ristrutturare il locale e trasformarlo da "nuda bottega" a una taverna medievale. Chiamano per il lavoro l’architetto Paolo Emilio André che si ispira nel lavoro alle strutture architettoniche di palazzo Davanzati acquistato nel 1904 e restaurato da Elia Volpi in quegli stessi anni.
Nell'occasione il locale viene abbellito con tre tele di Carlo Coppedè rappresentanti tre episodi del Decameron di Boccaccio. A queste decorazioni, nel 1919, si aggiunsero quelle di Galileo Chini per una saletta privata, purtroppo andate perdute, e le ancora visibili pitture neomedievali dell'alcova realizzate nel 1922 dallo stesso Chini.
Il Paoli acquista notorietà nel tempo, tanto che diversi letterati, giornalisti e scrittori citano il ristorante all’interno di opuscoli, guide e libri di vario genere. Tra questi figura, ad esempio, Hans Barth, un giornalista e scrittore tedesco che nel 1921 pubblicò il volume Osteria. Guida spirituale delle osterie italiane con prefazione di Gabriele D'Annunzio, e descrisse il Paoli così «locale scuro, ma simpatico. Servizio alla svelta, mezze porzioni, vino toscano buono, pubblico buono col motto: time is money».
Nel 1933 il ristorante figura tra le migliori trattorie fiorentine secondo la rivista Enotria, e nel 1937 in Le Vie d'Italia, mensile del Touring Club Italiano.
Dal 1928 rimane solo Pietro Pacini a gestire il locale, la gestione passerà poi a Mario Casella nel 1937 e infine a Guido Pini nel 1940.
Dopo la guerra il locale venne ristrutturato e nell'occasione (1947) vennero ridipinte le lunette all'ingresso con vedute della città con opere di Luciano Guarnieri, allievo di Pietro Annigoni.